# Belfius
Belfius (auf Niederländisch Belfius Bank & Verzekeringen, auf Französisch Belfius Banque et Assurances) (vor dem 1. März 2012 Dexia Bank Belgien) ist eine Gesellschaft, die Bank- und Versicherungsdienstleistungen anbietet. Dabei handelt es sich um eine gewerbliche Aktiengesellschaft, die zunächst auf die Bedürfnisse der belgischen Gebietskörperschaften einging. Sie ging aus der Zerschlagung der Dexia-Gruppe hervor, der sie bis zum 10. Oktober 2011 angehörte. Sie wurde für 4 Milliarden Euro vom belgischen Staat aufgekauft. Ihr Gesellschaftssitz befindet sich in Brüssel.

## Aktivitäten
Die Hauptaktivitäten von Belfius Bank und Versicherungen bestehen in der Vergabe von Krediten an den öffentlichen Sektor, dem Anbieten finanzieller Dienstleistungen an Privatpersonen und Unternehmen (Retail Bank und Handelsbank) sowie in Versicherungen.

## Entwicklung

### Belgien: Gemeindekredit von Belgien

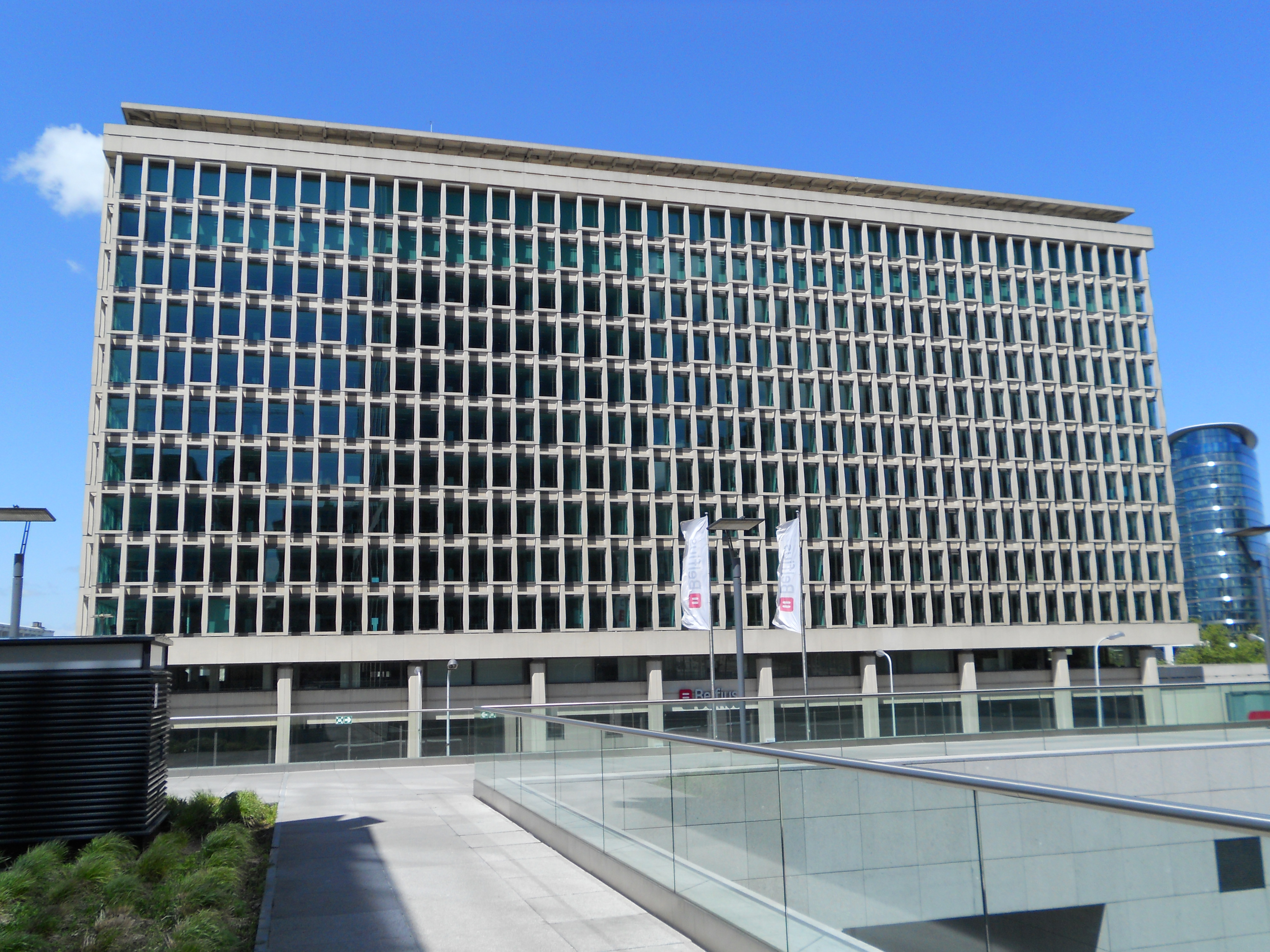
Zentrale des Unternehmens in Brüssel

- 1860: Gründung des Gemeindekredit von Belgien mit dem Auftrag, den Gemeinden Kredite für deren Investitionen zu gewähren. Der Gemeindekredit – eine Aktiengesellschaft – ist eine genossenschaftliche Bank, deren Teilhaber Gemeinden sind. Die Gemeinden, die dort Geld aufnehmen wollten, mussten somit Aktien im Wert von mindestens 5 % des Darlehensbetrages kaufen.
- 1947: Schaffung eines Geschäftsstellennetzes für die direkte Zusammentragung des Sparguthabens bei der Öffentlichkeit über Einlagenbücher. 1960 wurde das Netz professionalisiert. Die Erweiterung des Produkt- und Dienstleistungsangebotes ermöglichte die Diversifizierung des Transaktionsspektrums und der Anbindung einer Privatkundschaft.
- 1990: Start der internationalen Expansion der Bank mit der Gründung der in Vermögensverwaltung spezialisierten Cregem International Bank im Großherzogtum Luxemburg.
- 1991: Der Gemeindekredit setzte seine internationale Expansion mit der Übernahme von 25 % des Kapitals der Banque Internationale in Luxembourg (BIL), der führenden Bank des Großherzogtums Luxemburgs, fort. Anfang 1992 erhöhte der Gemeindekredit seinen Anteil am Kapital der BIL auf 51 %.

### Belgien: BACOB / Artesia
- 1924: Gründung der Coopération Ouvrière Belge (COB), aus der die BACOB Bank und Les AP hervorgingen.
- 1997: Die BACOB Bank beteiligte sich mehrheitlich am Kapital der Paribas Bank Belgien, aus der anschließend die Artesia Bank wurde.
- 1999: Die neue Gruppe erhielt den Namen Artesia Banking Corporation und setzte sich aus der Retail Bank (BACOB), der Versicherungsgesellschaft (Les AP), der Geschäftsbank (Artesia Bank) und dem Asset Manager (Cordius) zusammen.

### Dexia: Gruppe
- 1996: Bündnis zwischen dem Gemeindekredit von Belgien (unter dem Vorsitz von François Narmon) und dem Crédit local de France, aus dem Dexia hervorging.
- 1997: Dexia beteiligte sich in Höhe von 40 % an der italienischen Bank Crediop, der führenden Privatbank, die in der Finanzierung der italienischen lokalen Gebietskörperschaften spezialisiert ist.
- 1998: Dexia erhöhte ihre Beteiligung am Kapital von Crediop auf 60 %.
- 1999: Ab November war das Dexia-Wertpapier an der Brüsseler (BEL20) und Pariser Börse (CAC 40) notiert, und es wurde an der Luxemburger Börse eingeführt. Die Gruppe vollzog bedeutende Entwicklungen im Versicherungssektor in Frankreich, Belgien und Deutschland.
- 2000: Akquisition von Financial Security Assurance (FSA) in den Vereinigten Staaten, einem der Marktführer in Sachen Collateral Enhancement von Gemeindeobligationen; Dexia wurde zum weltweiten Marktführer auf dem Markt der Finanzdienstleistungen an den öffentlichen Sektor. Dexia war nun in nahezu allen Ländern der Europäischen Union tätig. Beginn eines jährlichen Angebotes an alle Mitarbeiter, eine vorbehaltene Kapitalerhöhung zu zeichnen.
- 2001: Akquisition der Artesia Banking Corporation, einer Bankengruppe, die Aktivitäten einer Retail Bank (BACOB), einer Versicherungsgesellschaft (LAP-DVV), einer Geschäftsbank (Artesia) und eines Vermögensverwalters (Cordius) ausübte. Die Beteiligung an Crediop stieg auf 70 %, und Dexia übernahm ebenfalls die Leitung von Otzar Hashilton Hamekomi, einer in der Finanzierung der lokalen Gebietskörperschaften spezialisierten israelischen Bank.
- 2002: Integration des BACOB-Geschäftsstellennetzes in Belgien.

Die Fusion zwischen der Dexia Bank und der Artesia BC war mit gewissen Vorteilen verbunden und entsprach bestimmten Zielsetzungen:
- Ausbau der Retail-Kundschaft von 15 auf 25 %
- Aufstieg zu einem der Marktführer im Allfinanzbereich
- Entwicklung hin zu einem vollwertigen Akteur für Privatbank-Aktivitäten
- Positionierung unter den Top 3 des belgischen Marktes in Sachen Vermögensverwaltung
- Wahrung einer Stellung als Referenzbanker im öffentlichen und Non-Profit-Sektor.

### Von der Dexia Belgien zu Belfius
Am 5. September 2011 wurde Jos Clijsters – zu diesem Zeitpunkt Berater beim Direktionsausschuss der Dexia AG – zum Präsidenten des Direktionsausschusses der Dexia Bank Belgien ernannt. Damit trat er die Nachfolge von Stefaan Decraene an, der die Gruppe für eine internationale Funktion in einer anderen Gruppe verließ.
Am 4. Oktober 2011 zog die Kundschaft infolge verschiedener negativer Nachrichten an einem Tag 300 Millionen Euro von der Bank ab. Infolge dieser Informationen erklärten die belgische und die französische Regierung, dass sie für die Bank bürgen und das Unternehmen aufspalten möchten, um die gesunden Teile zu retten und die Risiken zu isolieren.
Am 10. Oktober 2011 wurde die Übernahme des belgischen Teils der Dexia-Gruppe, der Dexia Bank Belgien, durch den belgischen Staat bekanntgegeben. Diese Übernahme erfolgte zum Preis von 3,73 Milliarden Euro. Der belgische Staat beschloss ebenfalls, sich in Höhe von 60,5 % (54,45 Milliarden Euro) an der Finanzierungsgarantieregelung zugunsten der Dexia AG zu beteiligen.
Am 19. März 2012 verließ die Dexia-Aktie den Bel 20.
Am 1. Januar 2014 trat Jos Clijsters als Präsident des Direktionsausschusses zurück, mit Marc Raisière als Nachfolger, und ist seither Präsident des Verwaltungsrates.

### Name und visuelle Identität (Logo)
Am 1. März 2012 wurde aus der Dexia Bank Belgien Belfius Bank und Versicherungen. Der neue Name Belfius setzt sich aus „Bel“ für "Belgien", "fi" für "Finanzen" und "us" (Englisch) für "uns" zusammen".
Das Gleichzeichen in der Mitte des Logos ist nicht nur ein mathematisches Zeichen, sondern steht zugleich für das neue Gleichgewicht zwischen der Bank und ihren Kunden. In einigen Worten: Eine lokal verankerte belgische Bank und Versicherungsgruppe mit der Herausforderung, in unterschiedlicher Form einen Mehrwert für die Gesellschaft zu schaffen mit dem Schwerpunkt, den Kunden zuzuhören und von ihnen zu lernen.

## Unternehmensführung
Quelle:

### Verwaltungsrat
- Jos Clijsters, Präsident
- Marie-Gemma Dequae
- Wouter Devriendt
- Carine Doutrelepont
- Pierre Francotte
- Guy Quaden
- Chris Sunt
- Lutgart Van den Berghe
- Rudi Vander Vennet
- Serge Wibaut

### Direktionsausschuss
- Marc Raisière, Präsident
- Dirk Vanderschrick, Barmittel und Finanzmärkte
- Dirk Gyselinck, Public & Wholesale Banking
- Eric Hermann, Chief Risk Officer
- Johan Vankelecom, Chief Financial Officer
- Olivier Onclin, Chief Operations Officer (Operations, Servicing, Purchasing & Facility Management und ICT)

## Partnerschaft
Belfius ist der Hauptpartner der Fußballmannschaft des FC Brügge und der Basketballmannschaften Belfius Mons-Hennegau (Männer) und BC Belfius Namur Capitale (Damen). Außerdem ist er Trikotsponsor der belgischen Feldhockey-Nationalmannschaft.